# Lloyd Pierce
Lloyd Pierce, né le 11 mai 1976 à San José en Californie, est un entraîneur et un joueur américain de basket-ball. 

## Biographie

### Carrière de joueur
Pierce joue d'abord au lycée à Yerba Buena en 1990. Il aime jouer en défense et était considéré comme l’un des meilleurs joueurs de la région de San Jose. Il obtient une bourse de basket-ball de l’université de Santa Clara.
Avec les futurs joueurs de la NBA, Steve Nash et Marlon Garnett (en), les Broncos de Santa Clara atteignent le Sweet 16 deux fois dans le tournoi NCAA de 1995 à 1997. Il obtient en moyenne 7,1 points, 3,4 rebonds, 2,0 passes décisives et 1,0 interception par match pendant son cursus universitaire.
Pierce joue au niveau professionnel pendant quatre saisons au Mexique, en Australie, en Allemagne et en Turquie.

### Carrière d'entraîneur

#### En tant qu'assistant
Pierce a commencé sa carrière d'entraîneur comme bénévole pour le poste de directeur des opérations du basket-ball à Santa Clara en 2002-2003. Il fait partie de l'encadrement qui travaille avec Dick Davey jusqu’en 2007.
Il est le coordonnateur du développement des joueurs pour les Cavaliers de Cleveland (NBA) de 2007 à 2010.
Pierce est entraîneur adjoint des Warriors de Golden State pendant la saison 2010-2011 sous la direction de l’entraîneur principal, Keith Smart.
Il entraîne les Grizzlies de Memphis en 2011 et travaille sous l’entraîneur-chef Lionel Hollins. Il fait également partie de l’équipe de développement des joueurs.
Pierce rejoint les 76ers de Philadelphie juste avant la saison 2013-2014. Il travaille avec les Sixers pendant 5 saisons, devenant responsable de la défense de l’équipe.

#### En tant qu'entraîneur principal
Le 11 mai 2018, il devient l'entraîneur principal des Hawks d'Atlanta. Il est licencié par les Hawks le 1er mars 2021.
En juillet 2021, Pierce est recruté comme entraîneur adjoint de Rick Carlisle aux Pacers de l'Indiana.

## Statistiques
| Équipe  | Année     | Saison régulière | Saison régulière | Saison régulière | Saison régulière       | Playoffs  | Playoffs | Playoffs | Playoffs        |
| Équipe  | Année     | Victoires        | Défaites         | %                | Classement             | Victoires | Défaites | %        | Résultat        |
| ------- | --------- | ---------------- | ---------------- | ---------------- | ---------------------- | --------- | -------- | -------- | --------------- |
| Atlanta | 2018-2019 | 29               | 53               | 35,4             | 3e en division Sud-Est | -         | -        | -        | Pas de playoffs |
| Atlanta | 2019-2020 | 20               | 47               | 29,9             | 5e en division Sud-Est | -         | -        | -        | Pas de playoffs |
| Atlanta | 2020-2021 | 14               | 20               | 41,2             | 3e en division Sud-Est | -         | -        | -        | Pas de playoffs |
| Total   | Total     | 63               | 120              | 34,4             |                        | -         | -        | -        |                 |